# Астапович Ігор Станіславович
Ігор Станіславович Астапо́вич (11 січня 1908, Вовчанськ — 2 січня 1976, Київ) — радянський астроном, один із піонерів радянської метеорної астрономії. Доктор фізико-математичних наук (1963), професор (1966), один із засновників Комісії з комет, метеорів і астероїдів при Астрономічній раді АН СРСР.
Народився у Вовчанську на Харківщині, дитинство провів у Новгороді-Сіверському на Чернігівщині, здобув освіту в Миколаєві, Москві й Ленінграді. У 1928—1932 був учасником і керівником геофізичних експедицій у Східному Сибіру, відкривши, серед іншого, поклади магнетитів біля Братська. У 1932—1933 працював у Таджикистані, де став засновником і першим директором Таджицької астрономічної обсерваторії. У 1934—1941 викладав у Московському університеті та працював в Державному астрономічному інституті імені Павла Штернберга. Після короткої служби в радянській армії на початку Німецько-радянської війни потрапив в евакуацію в Туркменістан і залишився там на 17 років: викладав в Ашгабатському університеті, керував дослідженнями метеорів, заснував Ашгабатську астрофізичну лабораторію й нову заміську обсерваторію біля Ашгабата. Останні 17 років життя провів в Україні, працюючи спочатку в Одеському, а потім у Київському університеті.
Астапович досліджував різні аспекти метеорної астрономії, від руху метеорних роїв у гравітаційному полі планет до польоту метеорних частинок через атмосферу й зіткнення метеоритів із Землею. Він провів спостереження 40 тисяч метеорів і використав ці дані для визначення радіантів і швидкостей метеорних потоків. Проаналізувавши історичні спостереження метеорів, він знайшов змінність активності метеорних потоків з часом. Дослідивши дрейф метеорних слідів, він визначив циркуляцію повітря у верхніх шарах земної атмосфери. З аналізу різноманітних спостережних даних він визначив властивості Тунгуського метеорита й першим припустив, що він був ядром комети. З візуальних спостережень протисяйва він визначив відстань до газової хмари, яка його спричиняє. Написав фундаментальну монографію «Метеорні явища в атмосфері Землі» (рос. Метеорные явления в атмосфере Земли) і підготував курс лекцій з метеорної астрономії, який він читав у багатьох університетах СРСР.

## Біографія

### Походження й дитинство
Народився у повітовому місті Вовчанськ Харківської губернії, де його батько, Станіслав Вікторович (1864—1931), викладав фізику й математику в учительській семінарії. Предки його батька походили з Польщі й були родичами графів Тишкевичів. Мати Астаповича, Єлизавета Павлівна (1864—1943), мала диплом домашньої вчительки. Дід Астаповича по матері, Павло Іванович Горський-Платонов, був фахівцем з давніх мов і біблійської археології, екстраординарним професором Московської духовної академії. За материнською лінією Астапович був двоюрідним племінником полярника Володимира Русанова, двоюрідним братом київського астронома Сергія Всехсвятського (1905—1984) та двоюрідним братом радянського партійного діяча Андрія Жданова (1896—1948). В кінці життя Астапович працював на кафедрі, керованій Всехсвятським, а зі Ждановим за власними спогадами не підтримував жодних стосунків.
Дитинство Астаповича пройшло в Новгороді-Сіверському Чернігівської губернії, куди його батька призначили на посаду інспектора народних училищ, а від 1917 — інструктора народної освіти. У 13 років Астапович захопився астрономією. Перші публікацію спостережень метеорів Астапович зробив у віці 15 років. 30 жовтня 1923 року він спостерігав болід -7 зоряної величини.
У 1924—1926 роках Астапович навчався у професійно-технічній школі в Миколаєві. Там він пройшов практику в механічних і столярних майстернях та став машиністом 4 розряду. У Миколаєві Астапович продовжив спостерігати метеори, а від 1925 робив це систематично. Всього за час навчання в Миколаєві він зареєстрував 1584 метеори. 20 серпня 1925 року Астапович і С. С. Трикотський з двох різних точок бачили болід -12 зоряної величини, а потім протягом 18 хвилин спостерігали дрейф його сліду в атмосфері. Базисні спостереження дозволили визначити траєкторію боліда, його геоцентричну орбіту і швидкість дрейфу сліду. У 1925 році у віці 17 років його обрали членом-кореспондентом Російського товариства любителів світознавства. У товаристві він познайомився з одеситом Володимиром Мальцевим і миргородцем Всеволодом Фединським, які стали його друзями і співавторами.

### Навчання в університеті й початок наукової кар'єри
У 1926 році поступив на спеціальність «Астрономія» на фізико-математичному факультеті Московського університету. 1928 року його родина переїхала до Ленінграда, й Астапович перейшов до Ленінградського університету. У Московському та Ленінградському університетах Астапович відвідував заняття видатних астрономів Олександра Михайлова, Сергія Блажка, Гавриїла Тихова, Сергія Костинського, Сергія Казакова, спілкувався з Сергієм Вавиловим, Олександром Ферсманом, Петром Чирвинським й особливо Володимиром Вернадським, якого вважав своїм учителем. В Ленінграді Астапович став одним із найактивніших членів Російського товариства любителів світознавства, в якому він формально входив до трьох відділів (метеорології, Сонця й падучих зір), але найбільше цікавився дослідженням метеорів, зокрема Тунгуського метеорита. Тут Астапович видав брошуру «Задачі любителя метеорної астрономії» (рос. Задачи любителя метеорной астрономии), безкоштовно розіслану членам товариства, визначив орбіту Білозерського метеорита 1662 року, зробив доповідь на загальних зборах товариства у 1929 році. 1930 року Астапович закінчив Ленінградський університет за спеціальністю «Астрономія» й у 1930—1931 був аспірантом Пулковської обсерваторії.
В той самий час, у 1928—1932 роках, Астапович був співробітником Інституту прикладної геофізики, а потім Центрального науково-дослідного геологорозвідувального інституту. Він брав участь у кількох інститутських астрономічних і геофізичних експедиціях до Східного Сибіру. Він знайшов родовище магнетиту в Братському районі Іркутської області, дослідив слюдяні родовища Мамено-Витимської групи, а в 1932 був нагороджений подякою за відкриття нових металоносних площ. Він створив кабінет геофізики Східно-Сибірського геологорозвідувального управління в Іркутську і здійснив свою давню мрію — проаналізував архівні дані геофізичних спостережень Тунгуського метеорита. Одночасно в зимові періоди 1928—1930 років, поки тривала обробка результатів експедицій, Астапович працював у метеоритному відділі Мінералогічного інституту АН СРСР. Там він як позаштатний науковий співробітник проводив дослідження під керівництвом Володимира Вернадського й Олександра Ферсмана.

### Робота в Таджикистані й Москві в передвоєнні роки

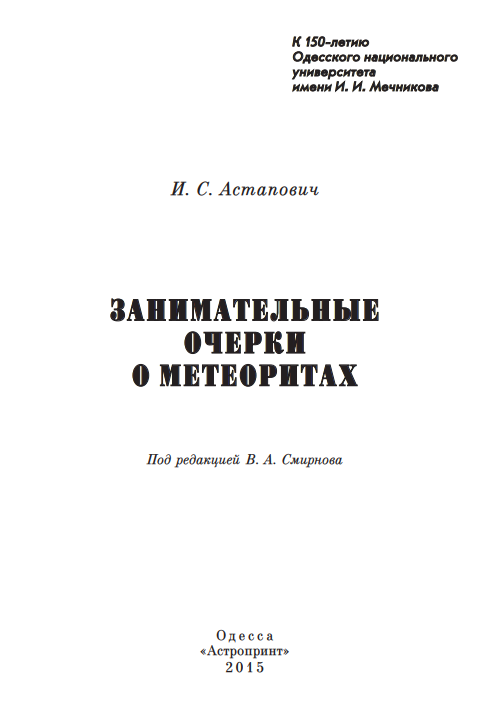
Форзац книги «Цікаві нариси про метеорити», написаної Астаповичем 1939 року, але виданої лише 2015

У 1932—1933 роках в Таджикистані Астапович став засновником і першим директором Сталінабадської астрономічної обсерваторії, яку будували саме як дослідницький центр метеорних явищ. Тепер ця обсерваторія стала Інститутом астрофізики АН Таджикистану, а метеори досі залишаються одним з важливих напрямів її досліджень. Тут Астапович продовжив візуальні спостереження слідів метеорів, які він почав ще в Миколаєві. Також тут він почав спектроскопічні спостереження метеорів, які пізніше продовжив в Одесі. Тяжко захворівши на тропічну малярію, Астапович був змушений покинути Таджикистан у листопаді 1933 року.
У 1934—1941 роках він працював у Москві старшим науковим співробітником Державного астрономічного інституту імені Павла Штернберга. Від 1937 року він став доцентом кафедри кометної астрономії Московського університету. 1935 року без захисту дисертації йому присвоїли ступінь кандидата фізико-математичних наук. Того ж 1935 року Астапович і Сергій Орлов створили при Астрономічній раді АН СРСР Комісію з комет, метеорів і астероїдів, і відтоді до кінця свого життя Астапович активно працював у її складі. Він став першим секретарем цієї комісії, а в 1935, 1937 і 1939 роках організував перші всесоюзні конференції з дослідження метеорів і комет. 1935 року Міжнародний астрономічний союз обрав Астаповича до Комісії № 22 «Метеори». Хоча саме Астапович складав звіти й доповіді від імені Комісії з комет, метеорів і астероїдів для всіх міжнародних установ, самого його радянська влада жодного разу не випустила за кордон. Він вбачав в цьому непряме визнання його «неблагонадійності» й засмучувався через це.
1939 року Астапович написав науково-популярну книгу «Цікаві нариси про метеорити» (рос. Занимательные очерки о метеоритах), яка мала бути випущена видавництвом ГОНТІ, але з невідомих причин не потрапила в тираж. Дружина Астаповича Олександра Терентьєва зберегла один примірник книги, і за ним книгу нарешті видали аж у 2015 році. Астапович першим у СРСР створив курс лекцій з метеорної астрономії. Він читав цей курс у Московському університеті (від 1937), Саратовському університеті (1939), Ашгабатському університеті (1954—1958), а після повернення в Україну — в Одеському й Київському університетах.

### Друга світова війна й робота в Туркменістані
На початку Німецько-радянської війни Астапович пішов добровольцем в народне ополчення. Служив рядовим окремого артилерійського дивізіону протитанкових гармат у 8-й Краснопресненській дивізії 32-ї армії. Після демобілізації Астаповича направили в Ашгабат до евакуйованого туди на час війни Московського університету, призначивши його виконувачем обов'язків завідувача кафедри загальної астрономії. 1942 року Московський університет повернувся з евакуації, а Астапович залишитися в Ашгабаті на 17 років.
Від 1942 року він працював професором Ашгабатського педагогічного інституту. Одночасно з цим, від 1944 року він працював старшим науковим співробітником Фізико-технічного інституту Туркменського філіалу АН СРСР. 1946 року він заснував при цьому інституті Ашгабатську астрофізичну лабораторію й багато років керував нею. 1947 року в Ашгабаті почалися радіолокація метеорів, а 1948 року — їхні фотографічні спостереження. Під керівництвом Астаповича за фотографічними спостереженнями метеорних слідів визначали напрямок і швидкість повітряних течій у верхній атмосфері. Під час Міжнародного геофізичного року (1957—1958) він організував будівництво заміської астрономічної обсерваторії біля Ашгабата, в селищі Ванновському. В новій обсерваторії встановили радіолокаційну станцію й новий метеорний патруль. В ашгабатський період своєї роботи Астапович був віцепрезидентом Туркменського географічного товариства, а як член правління Товариства з поширення знань Туркменської РСР провів понад 1000 публічних лекцій.
В Ашгабатській астрофізичній лабораторії Астапович підготував багатьох молодих астрономів — як з Туркменістану, так і з інших регіонів. Його учнями цього періоду були Х. Д. Гульмедов, А. П. Саврухін, Ю. Н. Крамер. 1954 року на спостереження метеорів в Ашгабат приїхала Олександра Костянтинівна Терентьєва, яка згодом стала дружиною, співавторкою й біографинею Астаповича. Астапович пережив руйнівний Ашгабатський землетрус 1948 року. Пізніше він згадував, як під час землетрусу ховався в ямці в піску. За словами дружини Астаповича Олександри Терентьєвої, він ще до цього оцінив період землетрусів в Ашгабаті за руйнуваннями давніх споруд і відправив статтю в Ашгабатський журнал з попередженням про можливість нового землетрусу, але редактор відмовився її друкувати, щоб не створювати паніки.

### Робота в Україні й останні роки
1959 року Астапович повернувся в Україну й провів там останні 17 років життя. Від квітня 1959 по червень 1961 року він на запрошення Володимира Цесевича працював в Одесі. Спочатку він жив у селі Маяки, де розташована спостережна станція Маяки, і завідував там відділом астрофізики Одеської обсерваторії. Потім він став доцентом на кафедрі астрономії Одеського університету, де вів курс метеорної астрономії та інші предмети, весь час продовжуючи телескопічно спостерігати метеори в обсерваторії. Одночасно він читав багато публічних лекцій і керував юнацькою секцією одеського відділення Всесоюзного астрономо-геодезичного об'єднання. Астапович очолював експедицію одеських астрономів у Джанкой для спостереження сонячного затемнення 15 лютого 1961 року.
У 1961 році він перейшов до Київського університету і продовжував працювати там до 1973 року. У Києві Астапович і Терентьєва поселились у новому п'ятиповерховому будинку 15/17а на Микільсько-Ботанічній вулиці. Свою велику бібліотеку Астапович перевіз з Одеси в Київ спеціальним вантажним автомобілем, і книжкові стелажі зайняли стіни обох кімнат його нової квартири. На кафедрі астрономії Київського університету, якою керував його двоюрідний брат Сергій Всехсвятський, Астапович читав лекцій з багатьох різних предметів: теоретичної астрономії, загальної астрономії, внутрішньої будови Землі, фізики верхніх шарів атмосфери, метеорної астрономії, зоряної астрономії, історії астрономії. У травні 1962 року в Казанському університеті він захистив докторську дисертацію за монографією «Метеорні явища в атмосфері Землі» (рос. Метеорные явления в атмосфере Земли) і в березні 1963 здобув ступінь доктора фізико-математичних наук. 1966 року він став професором.
З віком здоров'я Астаповича стало погіршуватись. На це могли вплинути і багаторічні нічні спостереження в Ашгабаті, і велике педагогічне навантаження в Києві. Від 1960-х років він хворів на гіпертонію, потім пережив інфаркт міокарда. У 1973 році він уже був тяжко хворий і покинув роботу в Київському університеті. Помер у Києві 2 січня 1976 року.

## Наукові результати

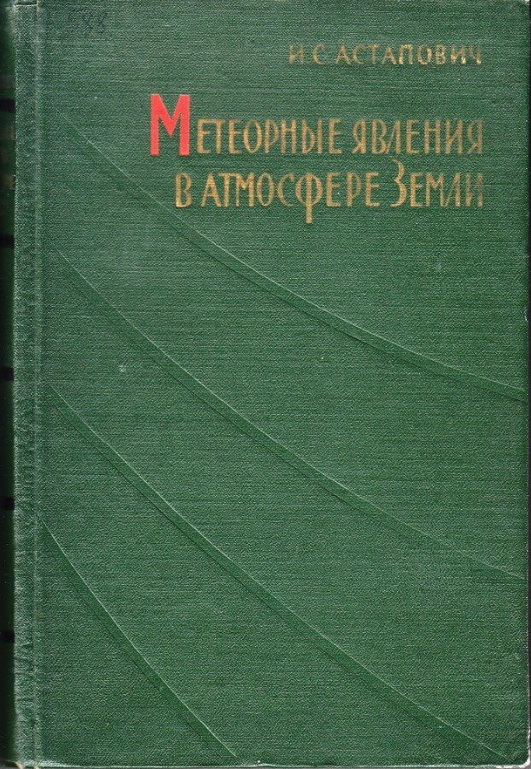
Обкладинка книги «Метеорні явища в атмосфері Землі»

За словами члена-кореспондента АН СРСР Всеволода Фединського, Астапович був «піонером і засновником радянської метеорної астрономії». За 50 років наукового стажу він опублікував 10 книг і понад 400 статей, підготував 17 кандидатів наук. Центральне місце в його науковому доробку займає монографія «Метеорні явища в атмосфері Землі» (рос. Метеорные явления в атмосфере Земли), яку деякі дослідники навіть вважають «метеорним Альмагестом». На думку члена-кореспондента НАНУ Клима Чурюмова ця монографія була «настільною книгою вже трьох поколінь метеорників» в СРСР, Чехословаччині, Болгарії та інших країнах.
Дослідження метеорів Астапович ділив на кілька окремих наук, у кожну з яких він зробив значний внесок:
- метеорна астрофізика (дослідження метеороїдів в космосі астрофізичними методами),
- метеорна астрономія (рух метеороїдів у полі тяжіння небесних тіл),
- метеорна фізика (політ метеора в атмосфері планети),
- метеорна геофізика (вплив метеорів на атмосферу, гідросферу й літосферу планети)
- метеоритика (вивчення метеоритів, що впали на Землю)[21].

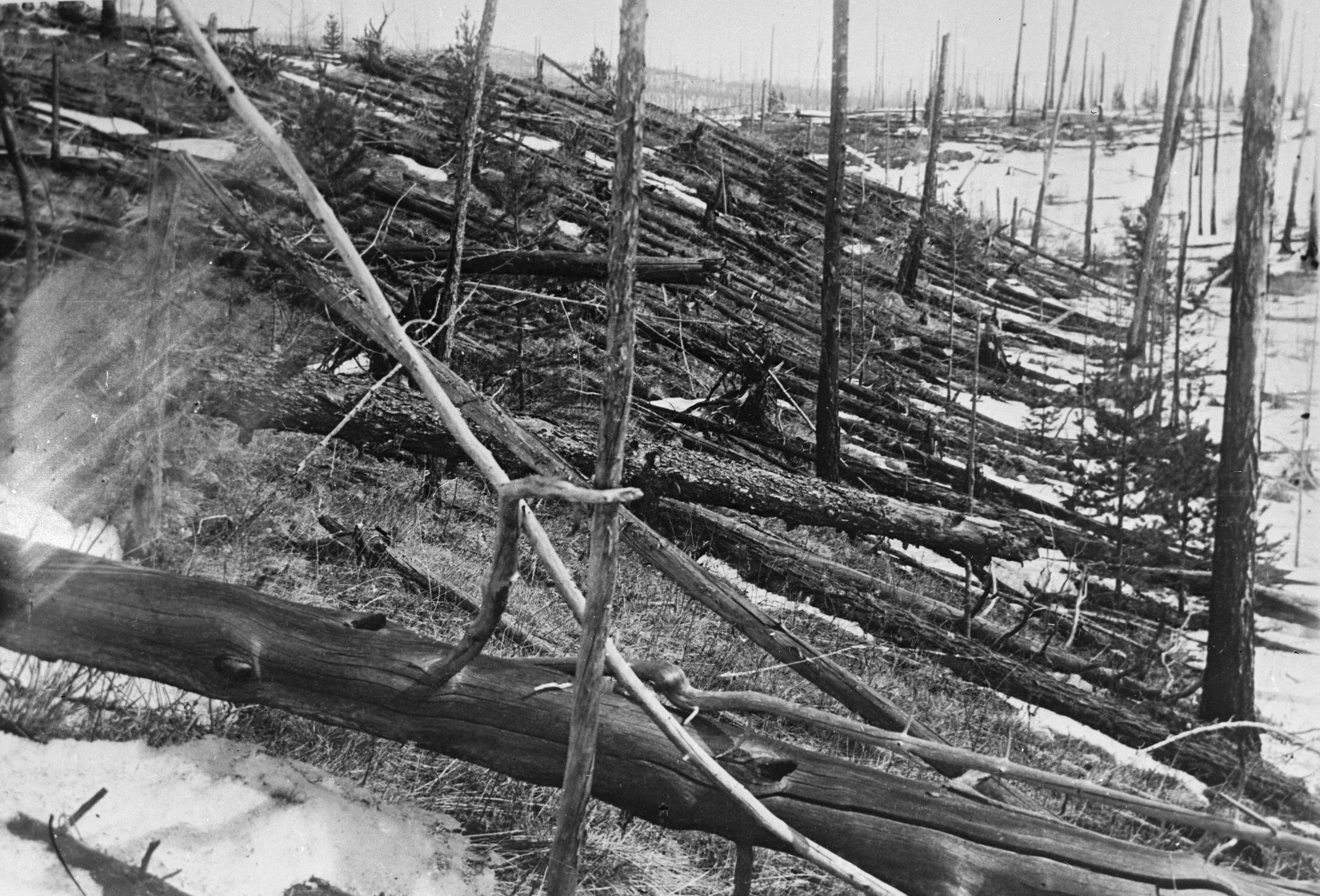
Повалений ліс на місці падіння Тунгуського метеорита

У 1933 році Астапович виконав перший строгий науковий аналіз Тунгуського явища. Він уперше дослідив барограми європейських і сибірських станцій та зареєстровані в Іркутську сейсмограми, проаналізував спостережувані світлові й акустичні явища, підрахував кількість бурелому й на основі всіх цих даних зробив перші обґрунтовані припущення про орбіту метеорита й оцінив енергію його вибуху в 10²⁰–10²¹ ерг. Астапович висунув гіпотезу про кометну природу Тунгуського метеорита, але не опублікував статей на цю тему (можливо, через закриття Російського товариства любителів світознавства у 1930 році). Першу статтю з описом цієї гіпотези видав Фред Віппл у 1934 році. У своїх подальших дослідженнях Астапович багато разів повертався до Тунгуського метеорита. Його остання робота на цю тему відноситься до 1966 року. У ще одній своїй роботі він оцінив масу й енергію Сіхоте-Аліньського метеорита.
У 1939 році Астапович опублікував роботу, присвячену дослідженню орбіт метеоритів. На той час у світі було 584 спостережень падінь метеоритів, і в для 66 з них йому вистачило даних для наближеного визначення їхніх орбіт. Це дало йому змогу виявити зв'язок деяких метеоритів з метеорними потоками й кометами. Астапович активно досліджував метеоритні кратери і ще в 1936 році наполягав на їхньому визначальному впливі на формування поверхонь планет. Дослідивши метеорні кульки з низов'їв Якутської річки Яни («яніти»), він припустив, що в Куларському районі Якутії присутні давні метеоритні кратери, що пізніше підтвердила сейсмічна розвідка місцевості.

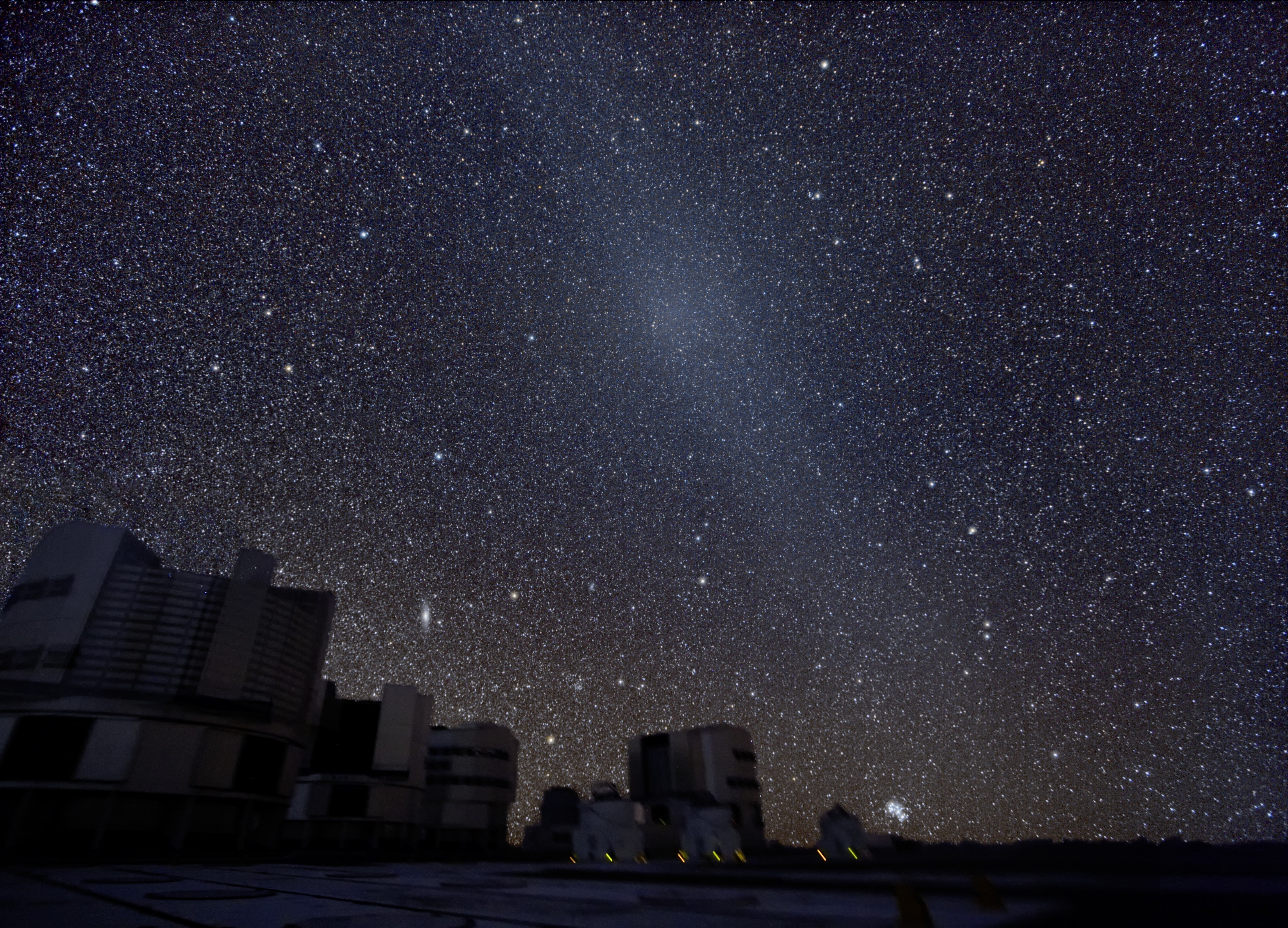
Сучасна фотографія протисяйва

У Туркменістані від літа 1942 року Астапович досліджував протисяйво — ледь помітну світлу пляму на небі, яка спостерігається в напрямку, протилежному від напрямку на Сонце. Його власні візуальні спостереження показали, що яскравість протисяйва змінюється з часом. За допомогою одночасних спостережень його сестри І. С. Астапович, яка в той час була на Карельському фронті, він показав, що яскравість протисяйва зростає синхронно зі спалахами яскравості полярного сяйва. Звідси Астапович зробив висновок про газову природу протисяйва. Вимірявши добовий паралакс протисяйва, він знайшов відстань від Землі до газової хмари, яка його породжує, — 130 000 км.
Протягом життя Астапович зібрав унікальний архів спостережень 40 тисяч метеорів. Спостереження він намагався проводити за так званою «програмою-максимум», фіксуючи не тільки положення метеора і близько 15 його фізичних характеристик, а ще і їхню еволюцію з часом. Обробивши спостережні дані, Астапович і його учні виділили близько 400 метеорних радіантів та визначили геоцентричні швидкості відповідних метеорних потоків. Також Астапович провів ревізію спостережень метеорних потоків в Європі XIX століття і в Китаї Х—XII століть. Порівнявши історичні метеорні потоки із сучасними, він виявив, що деякі історичні потоки зараз не спостерігаються, а деякі добре помітні сучасні потоки були відсутні в історичних спостереженнях. Найстабільнішими виявились ті потоки, які не мали тісних зближень з орбітами великих планет.

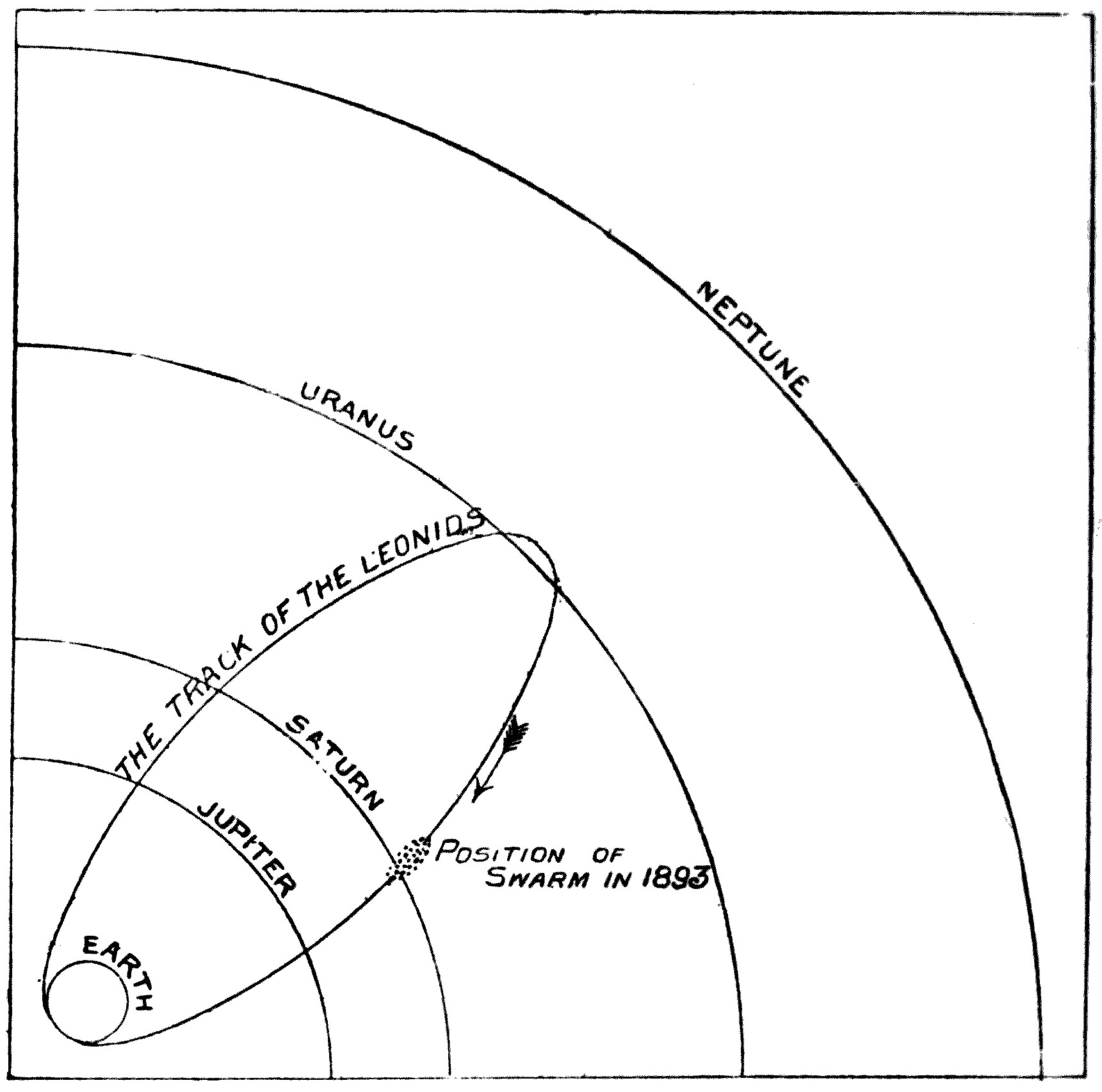
Орбіта метеорного потоку Леонід з роботи Роберта Болла 1910 року

Під час роботи в Києві Астапович спільно зі своєю дружиною Олександрою Терентьєвою, Оленою Казимирчак-Полонською та Миколою Бєляєвим досліджував збурений рух метеорного потоку Леонід. Дослідження використовували орбітальні елементи найщільнішої частини Леонід, розраховані Астаповичем і Терентьєвою за найкращими спостереженнями в максимумі метеорного потоку 1866 року. (Ця найщільніша частина метеорного рою, так звані Орто-Леоніди, проходила через перигелій своєї орбіти в 1864—1867 роках.) За допомогою чисельного інтегрування рівнянь руху потоку науковці розрахували майбутні моменти максимуму метеорної активності Леонід, і їхній результат для 1966 року узгодився зі спостереженнями з точністю до пів години.
Аналізуючи дрейф метеорних слідів, Астапович дослідив повітряну циркуляцію в нижній частині термосфери. Набагато пізніше радіолокаційні спостереження підтвердили ці його результати. За ашгабатськими й одеськими спостереженнями Астапович склав каталог зі 150 стійких метеорних слідів, визначив для них швидкість і напрямок дрейфу, турбулентність, дифузію та фізичні властивості слідів. 1951 року він видав перший у світі каталог 163 електрофонних болідів. У 1930-х роках він дослідив сріблясті хмари, розрахувавши, що вони складаються з частинок розміром близько 0,1 мкм, мають товщину 1–2 км, а хмара середніх розмірів містить всього кілька кілограмів речовини.
Астапович очолював три експедиції зі спостереження повних сонячних затемнень: 1936 року в Сагарчин (Росія), 1952 року в Арчман (Туркменістан) і 1961 року в Джанкой (Україна).

## Відзнаки
- Нагороджений орденом «Знак Пошани», Орденом Трудового Червоного Прапора, медаллю «За доблесну працю» (СРСР)[5][20].
- На честь науковця названо астероїд 2408 Астапович[39].

## Публікації
Астапович опублікував понад 400 наукових робіт. Нижче наведені деякі найважливіші його роботи, процитовані в біографічній статті Терентьевої й Чурюмова:
- Астапович И. С. Новые материалы по полету большого метеорита 30 июня 1908 г. в Центральной Сибири // Астрономический журнал. — 1933. — Т. X, вып. 4. — С. 465–486.
- Астапович И. С. О результатах изучения орбит 66 метеоритов // Астрономический журнал. — 1939. — Т. 16, вып. 6. — С. 15–45.
- Астапович И. С. Серебристые облака // Известия АН СССР (серия геогр. и геофиз.). — 1939. — № 2. — С. 183–204.
- Астапович И. С. Газовый хвост Земли (К вопросу о природе противосияния) // Труды Ашхабадского государственного педагогического института за 1945 г.. — 1946. — Вып. 1-2. — С. 46–50.
- Астапович И. С. Некоторые результаты изучения в Туркменистане малых тел Космоса // Известия Туркменского филиала АН СССР. — 1949. — № 2. — С. 81–88.
- Астапович И. С. О «голубых» следах метеоров // Астрономический циркуляр АН СССР. — 1951. — № 121. — С. 4–5.
- Астапович И. С. Радианты главнейших потоков по китайским наблюдениям Х-XII века // Астрономический циркуляр АН СССР. — 1951. — № 113–114. — С. 17–20.
- Астапович И. С. Звуковые явления, одновременные с полетом болидов // Метеоритика. — 1951. — Вып. 9. — С. 71–101.
- Астапович И. С. Опыт методики обработки визуальных наблюдений метеоров // Труды института физики и геофизики АН Туркм. ССР. — Ашхабад : Изд-во АН Туркм. ССР, 1956. — Т. 2. — С. 5–121.
- Астапович И. С. Основной каталог метеорных радиантов XIX века. — Ашхабад : Издательство АН Туркменской ССР, 1956. — 106 с.
- Астапович И. С. Метеорные явления в атмосфере Земли. — Москва : Физматгиз, 1958.
- Астапович И. С., Терентьева А. К. Метеорный поток Леонид // Кометы и метеоры. — 1966. — № 14. — С. 24–37.
- Астапович И. С. Некоторые результаты визуальных наблюдений метеорных следов // Сб. Исследование метеоров (Серия «Результаты исслед. по Междунар. геофиз. проектам», № 1). — Москва : Наука, 1966. — С. 7–61.
- Казимирчак-Полонская Е. И., Беляев Н. А., Астапович И. С., Терентьева А. К. Исследование возмущенного движения метеорного роя Леонид // Астрономический журнал АН СССР. — 1967. — Т. 44, № 3. — С. 616–629.
- Astapovich I. S., Terenteva A. K. Fireball radiants of the 1st–15th centuries // Physics and dynamics of meteors / Eds. L. Kresak and P. M. Millman. — Dordrecht–Holland, 1968. — С. 308–319.
- Kazimirchak-Polonskaja E. I., Beljaev N. A., Astapovich I. S., Terenteva A. K. Investigation of perturbed motion of the Leonid meteor stream // Physics and dynamics of meteors / Eds. L. Kresak and P.M.Millman. — Dordrecht–Holland, 1968. — С. 449–475.
- Астапович И. С., Переяслов В. П. Яниты — сверхкрупные метеорные шарики из низовий р. Яны Якутской АССР // Проблемы космической физики. — 1971. — Вып. 6. — С. 148–157.
- Астапович И. С., Терентьева А. К. Условия встречи метеорного роя Леонид с Землей в появлениях 1898–2000 гг // Проблемы космической физики. — 1972. — Вып. 7. — С. 100–107.